# Selakova Poljana
Selakova Poljana – wieś w Chorwacji, w żupanii karlowackiej, w gminie Vojnić. W 2011 roku pozostawała niezamieszkana.